# Kisbér
Kisbér (deutsch Beer) ist eine Stadt im Komitat Komárom-Esztergom in Ungarn. Der Ort wurde erstmals im Jahr 1277 schriftlich erwähnt.

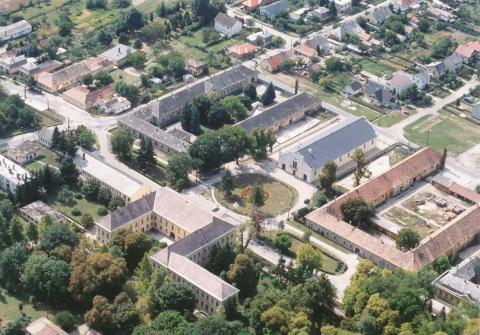
Luftaufnahme von Kisbér

In Kisbér wurde im Jahr 1853 das Gestüt Kisbér errichtet, das eine k.k. Staatspferdezuchtanstalt für die gemeinsame Armee war. Aus diesem Gestüt stammt auch die Pferderasse Kisbéri félvér. Das Gestüt existiert heute nicht mehr.

## Städtepartnerschaften
Städtepartnerschaften bestehen mit der deutschen Gemeinde Eslohe im Hochsauerlandkreis, mit Kolárovo (dt.: Gutta) in der Slowakei sowie mit Câmpia Turzii (dt.: Jerischmarkt) in Rumänien.

## Persönlichkeiten
- Ludwig I. Batthyány (1696–1765), ungarischer Magnat und Grundherr
- Theodor I. Batthyány (1729–1812), ungarischer Magnat und Grundherr
- Nándor Bárány (1899–1977), Maschinenbauingenieur und Universitätslehrer
- Lipót Baumhorn (1860–1932), Architekt
- Dezső Korda (1864–1919), Elektroingenieur